# Palais de Berengo
Pour les articles homonymes, voir Berengo.
Le palais de Berengo est un ensemble de bâtiments résidentiels et agricoles choisis par Bokassa Ier pour être le centre du pouvoir de l'empire de Centrafrique à partir de 1976, et ce jusqu'à sa chute en septembre 1979. Il est situé près de son village natal, Bobangui, en République centrafricaine, et à 65 kilomètres de la capitale Bangui. Le palais de Berengo, pendant un temps abandonné et à l'état de ruines, sert toutefois en 2014 de refuge à des combattants de la guerre civile, puis en 2021 de quartier général au groupe paramilitaire russe Wagner.

## Choix du site
Le site est d'abord une exploitation agricole de Jean-Bedel Bokassa, qui est né à quelques kilomètres de là, à Bobangui. Le palais se trouve sur le territoire de l'ethnie Ngbaka, qui fournit les sept-cents hommes de la garde impériale.
Un décret impérial du 21 décembre 1977 impose le nouveau palais de Berengo comme lieu de résidence officiel du pouvoir.
Le choix de Berengo plutôt que Bangui comme lieu du pouvoir s'inscrit dans la continuité de l'image que peuvent avoir les Centrafricains d'un Bokassa bâtisseur, qui veut tout transformer. Le nouveau souverain aurait aussi voulu se différencier de son prédécesseur, David Dacko, en faisant de Berengo la nouvelle capitale de son empire.

## Palais impérial (1976-1979)

### Organisation
Elle est devenue résidence principale de l'empereur le 4 décembre 1976. Plus qu'un palais, qui a adopté le nom du hameau près duquel il est bâti, il s'agit d'un ensemble de petites maisons entouré de bâtiments et hangars, puisque Bokassa y a fait installer des usines et entrepôts d'entreprises qu'il contrôle directement. Ainsi, sur une dizaine d'hectares se juxtaposent des bâtiments administratifs, résidentiels et agricoles où vivaient en permanence l'empereur Bokassa Ier, son épouse et sa cour.
On y trouve une usine de disques et un studio d'enregistrement, une scierie dans un bâtiment en forme de B, l'usine de confection de l'une de ses épouses, les abattoirs impériaux, un cinéma, des élevages de porcs et bœufs, etc..
C'est également sur ce site que Bokassa gardait ses richesses et ses collections les plus diverses.
La seule route digne de ce nom en Centrafrique relie Berengo à Bangui. Berengo compte aussi une piste d'aviation.

### La vie à la cour impériale de Berengo
Avec l'instauration de la monarchie, le palais de Berengo, loin de n'être qu'une simple résidence, devient le véritable centre du pouvoir politique de l'empire centrafricain au détriment de la capitale Bangui où se trouvent les membres du gouvernement. Ces derniers n'ont en réalité aucun pouvoir décisionnel et sont affublés, à chaque conseil ou réunion, de membres de la cour impériale qui peuvent contrôler et juger tous les documents officiels. Cette délocalisation du pouvoir dans le palais de l'empereur est désignée par les Centrafricains comme le « gouvernement de Berengo ».
Bokassa impose au palais de Berengo des rituels proches d'une étiquette : tous les employés du palais se réunissent chaque matin sur la grande esplanade devant l'empereur pour évoquer les tâches de la journée ; la garde impériale est passée en revue régulièrement avec cérémonial. Quelques jours avant son sacre en décembre 1977, Bokassa reçoit les journalistes français Alain Duhamel et Jean-Pierre Elkabbach, qui réalisent une longue interview de leur hôte, lequel n'hésite pas pour l'occasion à répondre à leurs questions dans un salon richement décoré à la française. Le reportage de Cartes sur table montre un empereur qui se déplace dans un minibus où est inscrit « Cour impériale de Berengo » et qui passe en revue une troupe d'une vingtaine de soldats dans la cour de son palais.

### Chute du régime
Des militaires français du 1er RPIMa s'emparent du palais le jour du renversement de l'empereur le 20 septembre 1979, alors que Bokassa est en déplacement en Libye.
Les archives impériales conservées au palais disparaissent.

## Le palais après la chute de l'empire

### Décrépitude et retour de l'empereur déchu
Bokassa n'a jamais accepté son renversement. Dès le lendemain de l'opération Barracuda, le 23 septembre 1979, il exprime aux autorités françaises sa volonté de retourner en Centrafrique dans son ancien palais : « Nous demandons au gouvernement français de Nous renvoyer dans Notre ferme natale de Bobangui, sous la garde et la protection de l'armée française ». Malgré plusieurs demandes, parfois exprimées publiquement dans la presse, Bokassa n'est pas autorisé à retourner à Berengo, ni même en République centrafricaine. La France, qui cherche à éviter toute déstabilisation du nouveau régime d'André Kolingba, le place même en résidence surveillée au château d'Hardricourt dans les Yvelines à partir de 1983.
À partir de 1979, le palais de Berengo tombe progressivement dans un oubli que les gouvernements successifs de la République centrafricaine ne font rien pour endiguer. Le patrimoine impérial, symbole du pouvoir autocratique de Bokassa, est pillé puis abandonné et laissé en proie à la déprédation.
En 1986, Bokassa réussit à quitter la France et rentre à Bangui, où il est immédiatement arrêté. À l'issue d'un procès en sa présence, il est de nouveau condamné à mort, peine commuée en prison à vie l'année suivante. Il est finalement gracié par le président Kolingba en 1993 et installé en résidence surveillée dans la capitale, à la « Villa Nasser », où il meurt le 3 novembre 1996 d'une crise cardiaque. Malgré sa volonté d'y finir ses jours entouré de ses nombreux enfants, Bokassa n'est jamais retourné dans son ancien palais de Berengo, où il est toutefois inhumé le 18 décembre 1996. Une statue le figurant se trouve près de son tombeau.

### Après la mort de Bokassa

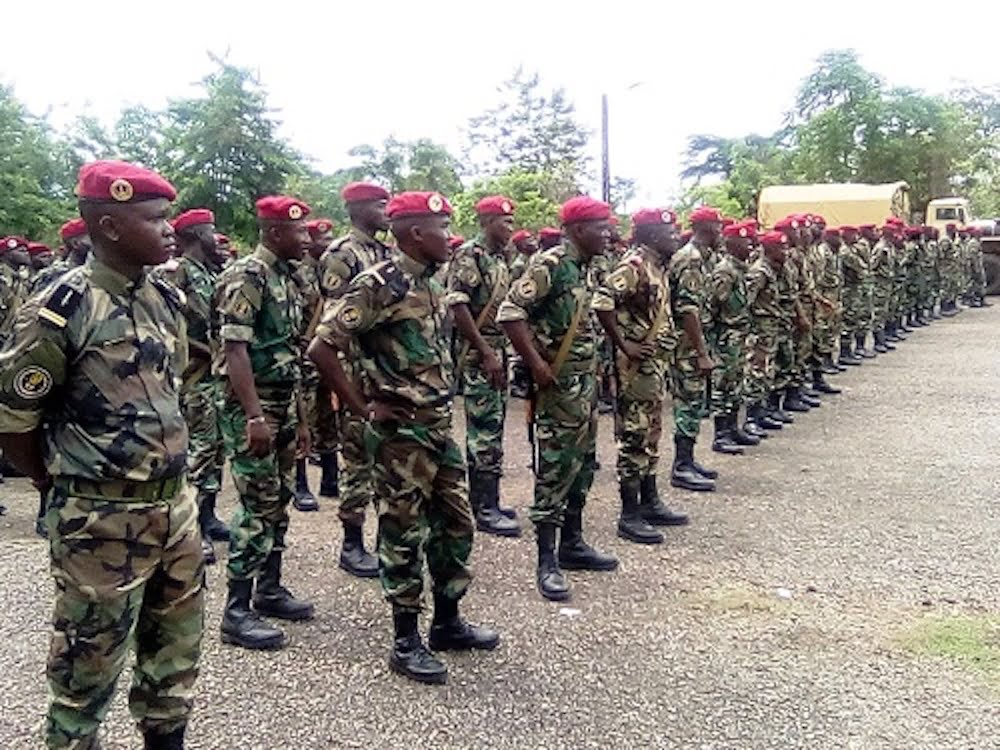
Soldats centrafricains en formation à Berengo (2019).

En avril 2014, l'ensemble de bâtiments, totalement ruinés, où tout a été démantelé et vendu jusqu'aux fils de cuivre de l'installation électrique, a accueilli durant la guerre civile de 2013-2014 des anciens partisans de François Bozizé ralliés à la Séléka. Ces derniers y avaient reçu une formation militaire pour intégrer l'armée centrafricaine. Après l'intervention française, ceux-ci se terrent dans le palais et alentour, dans l'attente d'un rétablissement de l'ordre, et n'osent sortir de peur de se faire tuer. Ils en sont réduits à manger des rats.
En janvier 2018, le palais et ses 40 hectares de terrain sont transformés en camp militaire pour les Russes appartenant à deux sociétés privées, la Sewa Security Services et la Lobaye Ltd. Les instructeurs russes y forment notamment les Forces armées centrafricaines (FACA). En 2021, le groupe paramilitaire russe Wagner y installe son quartier général.
À la suite de cette occupation, un des fils de Jean-Bedel Bokassa, Georges, en revendique aujourd’hui la propriété avec le soutien de sa famille, mais un porte-parole gouvernemental a affirmé en 2018 que « Bérengo appartient au domaine de l’État ».